# Premier district congressionnel de l'Ohio
Le 1er district congressionnel de l'Ohio est représenté par le Démocrate Greg Landsman. Le district comprend la ville de Cincinnati, tout le Comté de Warren et borde l'État du Kentucky. Ce district était autrefois représenté par le Président William Henry Harrison. Après un redécoupage en 2010, le district a été largement considéré comme fortement remanié par les républicains de l'État pour protéger le Représentant sortant, Steve Chabot. Chabot a perdu le siège en 2022 au profit de Landsman, après un redécoupage qui a unifié la ville de Cincinnati en district. La ville était auparavant divisée entre le 1er et le 2e district.
Le district comprend tout le Comté de Warren, une région beaucoup plus républicaine. Les itérations précédentes du district (avant 2013) n'incluaient pas le Comté de Warren.

## Démographies
Selon les outils de profil des électeurs de l'APM Research Lab (présentant l'enquête sur la communauté américaine de 2019 du Bureau du recensement des États-Unis), le district comptait environ 551 000 électeurs potentiels (citoyens âgés de 18 ans et plus). Parmi eux, 74 % sont blancs et 21 % sont noirs. Les immigrants représentent 4 % des électeurs potentiels de la circonscription. Le revenu médian des ménages (comportant un ou plusieurs électeurs potentiels) du district est d'environ 64 000 dollars, tandis que 11 % des ménages vivent en dessous du seuil de pauvreté. 8 % des personnes de 25 ans et plus n'ont pas obtenu de diplôme d'études secondaires, tandis que 34 % sont titulaires d'un baccalauréat ou d'un diplôme supérieur.

## Villes
| - Anderson Township - Blanchester - Blue Ash - Carlisle (en partie) - Cincinnati - Clearcreek Township - Deerfield Township - Dehli - Dryn Run - Franklin | - Indian Hill - Harlan Township - Harveysburg - Indian Hill - Kenwood - Lebanon - Loveland - Madeira - Mason - Middletown (en partie) | - Milford (en partie) - Montgomery - Norwood - Sharonville (en partie) - Springboro (en partie) - St. Bernard - Sycamore - Symmes Township - Turtlecreek Township - Wayne Township |

## Historique de vote

### Résultats sous les frontières actuelles (depuis 2023)[4]
| Année | Poste      | Résultats               |
| ----- | ---------- | ----------------------- |
| 2016  | Président  | Clinton 49,7 % - 45,7 % |
| 2016  | Sénat      | Portman 57,2 % - 38,8 % |
| 2018  | Sénat      | Brown 55,7 % - 44,3 %   |
| 2018  | Gouverneur | Cordray 50,2 % - 47,0 % |
| 2020  | Président  | Biden 53,5 % - 45,0 %   |
| 2022  | Sénat      | Ryan 54,2 % - 45,8 %    |
| 2022  | Gouverneur | DeWine 54,8 % - 45,2 %  |

## Liste des Représentants dans le district
| Membre                          | Parti                 | Années                           | Congrès        | Histoire électorale |
| ------------------------------- | --------------------- | -------------------------------- | -------------- | --- |
| District établit le 4 mars 1813 |                       |                                  |                | |
| John McLean                     | Républicain-Démocrate | 4 mars 1813 - avril 1816         | 13e , 14e      | Élu en 1812. Réélu en 1814. Démissionne pour devenir Juge Assesseur de la Cour Suprême de l'Ohio.                                           |
| Vacant                          | Vacant                | avril 1816 - 8 octobre 1816      | 14e            | |
| William Henry Harrison          | Républicain-Démocrate | 8 octobre 1816 - 3 mars 1819     | 14e , 15e      | Élu pour terminer le mandat de McLean. Réélu en 1816. Retrait.                                                                              |
| Thomas R. Ross (en)             | Républicain-Démocrate | 4 mars 1819 - 3 mars 1823        | 16e , 17e      | Élu en 1818. Réélu en 1820. Redécoupage vers le 2e district.                                                                                |
| James W. Gazlay (en)            | Républicain-Démocrate | 4 mars 1823 - 3 mars 1825        | 18e            | Élu en 1822. Perd sa réélection. |
| James Findlay (en)              | Jacksonien (en)       | 4 mars 1825 - 3 mars 1833        | 19e - 22e      | Élu en 1824. Réélu en 1826. Réélu en 1828. Réélu en 1830.                                                                                   |
| Robert Todd Lytle (en)          | Jacksonien (en)       | 4 mars 1833 - 10 mars 1834       | 23e            | Élu en 1832.Démissionne. |
| Vacant                          | Vacant                | 10 mars 1834 - 27 décembre 1834  | 23e            | |
| Robert Todd Lytle (en)          | Jacksonien (en)       | 27 décembre 1834 - 3 mars 1835   | 23e            | Réélu en 1834 pour terminer le mandat vacant. Perd sa réélection à un mandat complet.                                                       |
| Bellamy Storer                  | Anti-Jacksonien       | 4 mars 1835 - 3 mars 1837        | 24e            | Élu en 1834. |
| Alexander Duncan (en)           | Démocrate             | 4 mars 1837 - 3 mars 1841        | 25e , 26e      | Élu en 1836. Réélu en 1838. |
| Nathanel G. Pendleton (en)      | Whig                  | 4 mars 1841 - 3 mars 1843        | 27e            | Élu en 1840. |
| Alexander Duncan (en)           | Démocrate             | 4 mars 1843 - 3 mars 1845        | 28e            | Élu en 1843. |
| James J. Faran (en)             | Démocrate             | 4 mars 1845 - 3 mars 1849        | 29e , 30e      | Élu en 1844. Réélu en 1846. |
| David T. Disney (en)            | Démocrate             | 4 mars 1849 - 3 mars 1855        | 31e - 33e      | Élu en 1848. Réélu en 1850. Réélu en 1852.                                                                                                  |
| Timothy C. Day (en)             | Opposition Party (en) | 4 mars 1855 - 3 mars 1857        | 34e            | Élu en 1854. |
| George H. Pendleton             | Démocrate             | 4 mars 1857 - 3 mars 1865        | 35e - 38e      | Élu en 1856. Réélu en 1858. Réélu en 1860. Réélu en 1862.                                                                                   |
| Benjamin Eggleston (en)         | Républicain           | 4 mars 1865 - 3 mars 1869        | 39e , 40e      | Élu en 1864. Réélu en 1866. Perd sa réélection.                                                                                             |
| Peter W. Strader (en)           | Démocrate             | 4 mars 1869 - 3 mars 1871        | 41e            | Élu en 1868. |
| Aaron F. Perry (en)             | Républicain           | 4 mars 1871 - 1872               | 42e            | Élu en 1870. Démissionne. |
| Vacant                          | Vacant                | 1872 - 8 octobre 1872            | 42e            | |
| Ozro J. Dodds (en)              | Démocrate             | 8 octobre 1872 - 3 mars 1873     | 42e            | Élu pour terminer le mandat de Perry. |
| Milton Sayler (en)              | Démocrate             | 4 mars 1873 - 3 mars 1879        | 43e - 45e      | Élu en 1872. Réélu en 1874. Réélu en 1876.                                                                                                  |
| Benjamin Butterworth (en)       | Républicain           | 4 mars 1879 - 3 mars 1883        | 46e , 47e      | Élu en 1878. Réélu en 1880. |
| John F. Follett (en)            | Démocrate             | 4 mars 1883 - 3 mars 1885        | 48e            | Élu en 1882. |
| Benjamin Butterworth (en)       | Républicain           | 4 mars 1885 - 3 mars 1891        | 49e - 51e      | Élu en 1884. Réélu en 1886. Réélu en 1888.                                                                                                  |
| Bellamy Storer                  | Républicain           | 4 mars 1891 - 3 mars 1895        | 52e , 53e      | Élu en 1890. Réélu en 1892. |
| Charles Phelps Taft (en)        | Républicain           | 4 mars 1895 - 3 mars 1897        | 54e            | Élu en 1894. |
| William B. Shattuc (en)         | Républicain           | 4 mars 1897 - 3 mars 1903        | 55e - 57e      | Élu en 1896. Réélu en 1898. Réélu en 1900.                                                                                                  |
| Nicholas Longworth              | Républicain           | 4 mars 1903 - 3 mars 1913        | 58e - 62e      | Élu en 1902. Réélu en 1904. Réélu en 1906. Réélu en 1908. Réélu en 1910. Perd sa réélection.                                                |
| Stanley E. Bowdle (en)          | Démocrate             | 4 mars 1913 - 3 mars 1915        | 63e            | Élu en 1912. Perd sa réélection. |
| Nicholas Longworth              | Républicain           | 4 mars 1915 - 9 avril 1931       | 64e - 72e      | Élu en 1914. Réélu en 1916. Réélu en 1918. Réélu en 1920. Réélu en 1922. Réélu en 1924. Réélu en 1926. Réélu en 1928. Réélu en 1930. Décès. |
| Vacant                          | Vacant                | 9 avril 1931 - 3 novembre 1931   | 72e            | |
| John B. Hollister (en)          | Républicain           | 3 novembre 1931 - 3 janvier 1937 | 72e - 74e      | Élu pour terminer le mandat de Longworth. Réélu en 1932. Réélu en 1934. Perd sa réélection.                                                 |
| Joseph A. Dixon (en)            | Démocrate             | 3 janvier 1937 - 3 janvier 1939  | 75e            | Élu en 1936. Perd sa réélection. |
| Charles H. Elston (en)          | Républicain           | 3 janvier 1939 - 3 janvier 1953  | 76e - 82e      | Élu en 1938. Réélu en 1940. Réélu en 1942. Réélu en 1944. Réélu en 1946. Réélu en 1948. Réélu en 1950. Retrait.                             |
| Gordon H. Scherer (en)          | Républicain           | 3 janvier 1953 - 3 janvier 1963  | 83e - 87e      | Élu en 1952. Réélu en 1954. Réélu en 1956. Réélu en 1958. Réélu en 1960. Retrait.                                                           |
| Carl West Rich (en)             | Républicain           | 3 janvier 1963 - 3 janvier 1965  | 88e            | Élu en 1962. Perd sa réélection. |
| John J. Gilligan                | Démocrate             | 3 janvier 1965 - 3 janvier 1967  | 89e            | Élu en 1964. Perd sa réélection. |
| Robert Taft Jr.                 | Républicain           | 3 janvier 1967 - 3 janvier 1971  | 90e , 91e      | Élu en 1966. Réélu en 1968. Retrait pour se présenter comme Sénateur des États-Unis.                                                        |
| William J. Keating (en)         | Républicain           | 3 janvier 1971 - 3 janvier 1974  | 92e , 93e      | Élu en 1970. Réélu en 1972. Démissionne. |
| Vacant                          | Vacant                | 3 janvier 1974 - 5 mars 1974     | 93e            | |
| Tom Luken (en)                  | Démocrate             | 5 mars 1974 - 3 janvier 1975     | 93e            | Élu pour terminer le mandat de Keating. Perd sa réélection.                                                                                 |
| Bill Gradison (en)              | Républicain           | 3 janvier 1975 - 3 janvier 1983  | 94e - 97e      | Élu en 1974. Réélu en 1976. Réélu en 1978. Réélu en 1980. Redécoupage vers le 2e district.                                                  |
| Tom Luken (en)                  | Démocrate             | 3 janvier 1983 - 3 janvier 1991  | 98e - 101e     | Redécoupage depuis le 2e district et réélu en 1982. Réélu en 1984. Réélu en 1986 Réélu en 1988. Retrait.                                    |
| Charlie Luken (en)              | Démocrate             | 3 janvier 1991 - 3 janvier 1993  | 102e           | Élu en 1990. Retrait. |
| David S. Mann (en)              | Démocrate             | 3 janvier 1993 - 3 janvier 1995  | 103e           | Élu en 1992. Perd sa réélection. |
| Steve Chabot                    | Républicain           | 3 janvier 1995 - 3 janvier 2009  | 104e - 110e    | Élu en 1994. Réélu en 1996. Réélu en 1998. Réélu en 2000. Réélu en 2002. Réélu en 2004. Réélu en 2006. Perd sa réélection.                  |
| Steve Driehaus (en)             | Démocrate             | 3 janvier 2009 - 3 janvier 2011  | 111e           | Élu en 2008. Perd sa réélection. |
| Steve Chabot                    | Républicain           | 3 janvier 2011 - 3 janvier 2023  | 112e - 117e    | Élu en 2010. Réélu en 2012. Réélu en 2014. Réélu en 2016. Réélu en 2018. Réélu en 2020. Perd sa réélection.                                 |
| Greg Landsman                   | Démocrate             | 3 janvier 2023 - Présent         | 118e - Présent | Élu en 2022. Réélu en 2024. |

## Résultats des récentes élections
Voici les résultats des dix précédents cycles électoraux dans le district.

## Frontières historiques du district

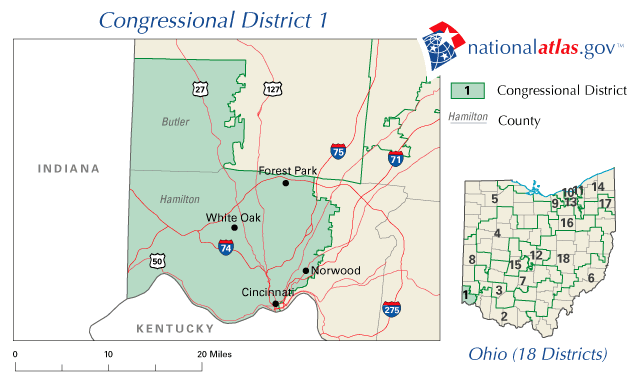
2003 - 2013

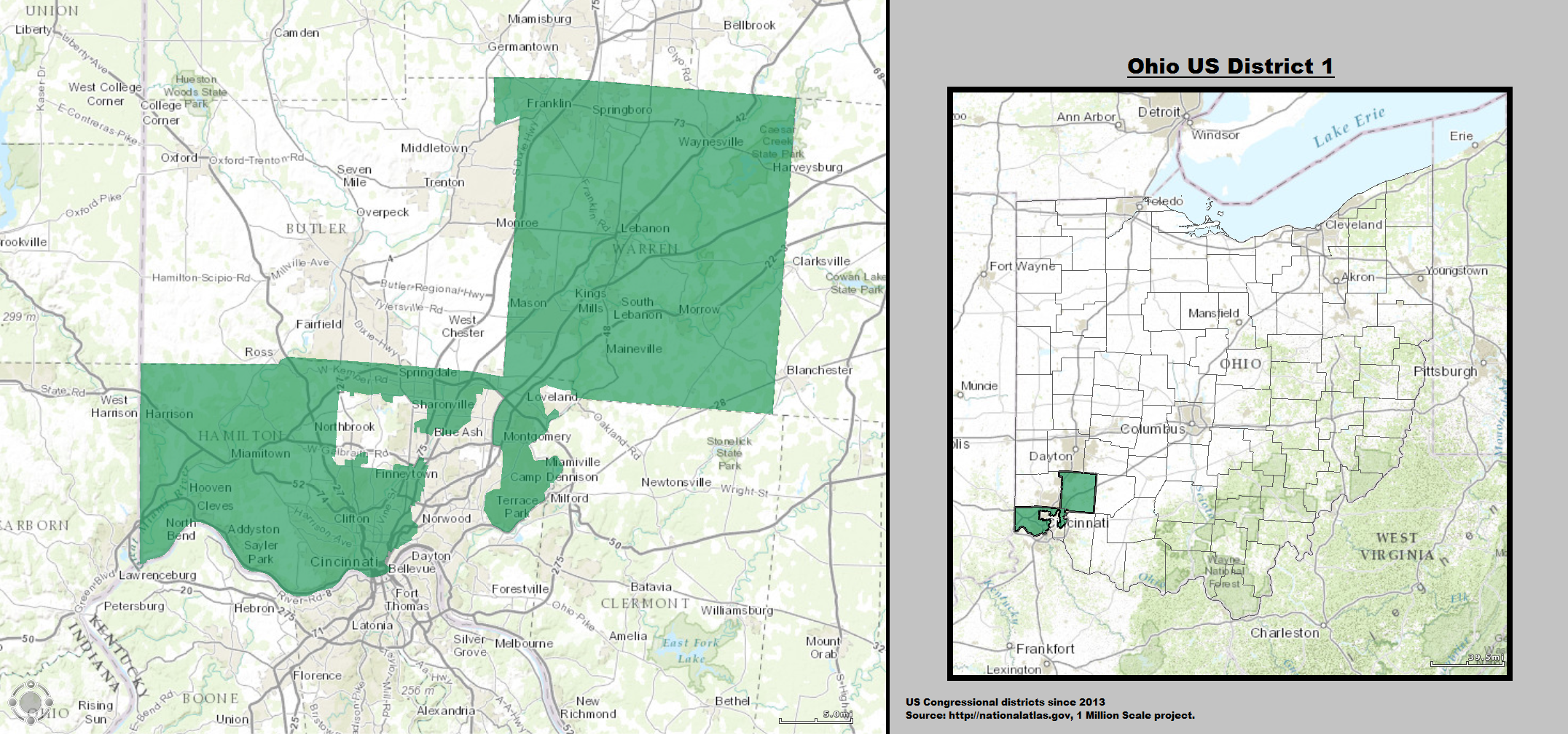
2013 - 2023

### 2004
| Élection de 2004 du 1er district congressionnel de l'Ohio | Élection de 2004 du 1er district congressionnel de l'Ohio | Élection de 2004 du 1er district congressionnel de l'Ohio | Élection de 2004 du 1er district congressionnel de l'Ohio | Élection de 2004 du 1er district congressionnel de l'Ohio |
| --------------------------------------------------------- | --------------------------------------------------------- | --------------------------------------------------------- | --------------------------------------------------------- | --------------------------------------------------------- |
| Parti                                                     | Parti                                                     | Candidat                                                  | Votes                                                     | %                                                         |
|                                                           | Républicain                                               | Steve Chabot (sortant)                                    | 173 430                                                   | 59,8                                                      |
|                                                           | Démocrate                                                 | Greg Harris                                               | 116 235                                                   | 40,1                                                      |
| Total des votes                                           | Total des votes                                           | Total des votes                                           | 289 863                                                   | 100 %                                                     |
|                                                           | Les Républicains conservent                               |                                                           |                                                           |                                                           |

### 2006
| Élection de 2002 du 1er district congressionnel de l'Ohio | Élection de 2002 du 1er district congressionnel de l'Ohio | Élection de 2002 du 1er district congressionnel de l'Ohio | Élection de 2002 du 1er district congressionnel de l'Ohio | Élection de 2002 du 1er district congressionnel de l'Ohio |
| --------------------------------------------------------- | --------------------------------------------------------- | --------------------------------------------------------- | --------------------------------------------------------- | --------------------------------------------------------- |
| Parti                                                     | Parti                                                     | Candidat                                                  | Votes                                                     | %                                                         |
|                                                           | Républicain                                               | Steve Chabot (sortant)                                    | 105 680                                                   | 52,2                                                      |
|                                                           | Démocrate                                                 | John Cranley                                              | 96 584                                                    | 47,8                                                      |
| Total des votes                                           | Total des votes                                           | Total des votes                                           | 202 264                                                   | 100 %                                                     |
|                                                           | Les Républicains conservent                               |                                                           |                                                           |                                                           |

### 2008
| Élection de 2008 du 1er district congressionnel de l'Ohio | Élection de 2008 du 1er district congressionnel de l'Ohio | Élection de 2008 du 1er district congressionnel de l'Ohio | Élection de 2008 du 1er district congressionnel de l'Ohio | Élection de 2008 du 1er district congressionnel de l'Ohio |
| --------------------------------------------------------- | --------------------------------------------------------- | --------------------------------------------------------- | --------------------------------------------------------- | --------------------------------------------------------- |
| Parti                                                     | Parti                                                     | Candidat                                                  | Votes                                                     | %                                                         |
|                                                           | Démocrate                                                 | Steve Driehaus (en)                                       | 155 455                                                   | 52,5                                                      |
|                                                           | Républicain                                               | Steve Chabot (sortant)                                    | 140 683                                                   | 47,5                                                      |
|                                                           | Indépendant                                               | Eric Wilson                                               | 85                                                        | 0                                                         |
|                                                           | Indépendant                                               | Rich Stevenson                                            | 67                                                        | 0                                                         |
| Total des votes                                           | Total des votes                                           | Total des votes                                           | 296 290                                                   | 100 %                                                     |
|                                                           | Les Démocrates prennent aux Républicains                  |                                                           |                                                           |                                                           |

### 2010
| Élection de 2010 du 1er district congressionnel de l'Ohio | Élection de 2010 du 1er district congressionnel de l'Ohio | Élection de 2010 du 1er district congressionnel de l'Ohio | Élection de 2010 du 1er district congressionnel de l'Ohio | Élection de 2010 du 1er district congressionnel de l'Ohio |
| --------------------------------------------------------- | --------------------------------------------------------- | --------------------------------------------------------- | --------------------------------------------------------- | --------------------------------------------------------- |
| Parti                                                     | Parti                                                     | Candidat                                                  | Votes                                                     | %                                                         |
|                                                           | Républicain                                               | Steve Chabot                                              | 103 770                                                   | 51,5                                                      |
|                                                           | Démocrate                                                 | Steve Driehaus (en) (sortant)                             | 92 672                                                    | 46,0                                                      |
|                                                           | Libertarien                                               | Jim Berns                                                 | 3 076                                                     | 1,5                                                       |
|                                                           | Vert                                                      | Rich Stevenson                                            | 2 000                                                     | 1,0                                                       |
| Total des votes                                           | Total des votes                                           | Total des votes                                           | 201 518                                                   | 100 %                                                     |
|                                                           | Les Républicains prennent aux Démocrates                  |                                                           |                                                           |                                                           |

### 2012
| Élection de 2012 du 1er district congressionnel de l'Ohio | Élection de 2012 du 1er district congressionnel de l'Ohio | Élection de 2012 du 1er district congressionnel de l'Ohio | Élection de 2012 du 1er district congressionnel de l'Ohio | Élection de 2012 du 1er district congressionnel de l'Ohio |
| --------------------------------------------------------- | --------------------------------------------------------- | --------------------------------------------------------- | --------------------------------------------------------- | --------------------------------------------------------- |
| Parti                                                     | Parti                                                     | Candidat                                                  | Votes                                                     | %                                                         |
|                                                           | Républicain                                               | Steve Chabot (sortant)                                    | 201 907                                                   | 57,7                                                      |
|                                                           | Démocrate                                                 | Jeff Sinnard                                              | 131 490                                                   | 37,6                                                      |
|                                                           | Libertarien                                               | Jim Berns                                                 | 9 674                                                     | 2,8                                                       |
|                                                           | Vert                                                      | Rich Stevenson                                            | 6 645                                                     | 1,9                                                       |
| Total des votes                                           | Total des votes                                           | Total des votes                                           | 349 716                                                   | 100 %                                                     |
|                                                           | Les Républicains conservent                               |                                                           |                                                           |                                                           |

### 2014
| Élection de 2014 du 1er district congressionnel de l'Ohio | Élection de 2014 du 1er district congressionnel de l'Ohio | Élection de 2014 du 1er district congressionnel de l'Ohio | Élection de 2014 du 1er district congressionnel de l'Ohio | Élection de 2014 du 1er district congressionnel de l'Ohio |
| --------------------------------------------------------- | --------------------------------------------------------- | --------------------------------------------------------- | --------------------------------------------------------- | --------------------------------------------------------- |
| Parti                                                     | Parti                                                     | Candidat                                                  | Votes                                                     | %                                                         |
|                                                           | Républicain                                               | Steve Chabot (sortant)                                    | 124 779                                                   | 63,2                                                      |
|                                                           | Démocrate                                                 | Fred Kundrata                                             | 72 604                                                    | 36,8                                                      |
| Total des votes                                           | Total des votes                                           | Total des votes                                           | 197 383                                                   | 100 %                                                     |
|                                                           | Les Républicains conservent                               |                                                           |                                                           |                                                           |

### 2016
| Élection de 2016 du 1er district congressionnel de l'Ohio | Élection de 2016 du 1er district congressionnel de l'Ohio | Élection de 2016 du 1er district congressionnel de l'Ohio | Élection de 2016 du 1er district congressionnel de l'Ohio | Élection de 2016 du 1er district congressionnel de l'Ohio |
| --------------------------------------------------------- | --------------------------------------------------------- | --------------------------------------------------------- | --------------------------------------------------------- | --------------------------------------------------------- |
| Parti                                                     | Parti                                                     | Candidat                                                  | Votes                                                     | %                                                         |
|                                                           | Républicain                                               | Steve Chabot (sortant)                                    | 210 014                                                   | 59,2                                                      |
|                                                           | Démocrate                                                 | Michele Young                                             | 144 644                                                   | 40,8                                                      |
|                                                           | Indépendant                                               | Sholom D. Keller (write-in)                               | 114                                                       | 0,0                                                       |
|                                                           | Indépendant                                               | Kiumards G. Kiani (write-in)                              | 16                                                        | 0,0                                                       |
| Total des votes                                           | Total des votes                                           | Total des votes                                           | 354 788                                                   | 100 %                                                     |
|                                                           | Les Républicains conservent                               |                                                           |                                                           |                                                           |

### 2018
| Élection de 2018 du 1er district congressionnel de l'Ohio | Élection de 2018 du 1er district congressionnel de l'Ohio | Élection de 2018 du 1er district congressionnel de l'Ohio | Élection de 2018 du 1er district congressionnel de l'Ohio | Élection de 2018 du 1er district congressionnel de l'Ohio |
| --------------------------------------------------------- | --------------------------------------------------------- | --------------------------------------------------------- | --------------------------------------------------------- | --------------------------------------------------------- |
| Parti                                                     | Parti                                                     | Candidat                                                  | Votes                                                     | %                                                         |
|                                                           | Républicain                                               | Steve Chabot (sortant)                                    | 154 409                                                   | 51,3                                                      |
|                                                           | Démocrate                                                 | Aftab Pureval                                             | 141 118                                                   | 46,9                                                      |
|                                                           | Libertarien                                               | Dirk Kubala                                               | 5 339                                                     | 1,8                                                       |
|                                                           | Indépendant                                               | Kiumars Klani (write-in)                                  | 5                                                         | 0,0                                                       |
| Total des votes                                           | Total des votes                                           | Total des votes                                           | 300 871                                                   | 100 %                                                     |
|                                                           | Les Républicains conservent                               |                                                           |                                                           |                                                           |

### 2020
| Élection de 2020 du 1er district congressionnel de l'Ohio | Élection de 2020 du 1er district congressionnel de l'Ohio | Élection de 2020 du 1er district congressionnel de l'Ohio | Élection de 2020 du 1er district congressionnel de l'Ohio | Élection de 2020 du 1er district congressionnel de l'Ohio |
| --------------------------------------------------------- | --------------------------------------------------------- | --------------------------------------------------------- | --------------------------------------------------------- | --------------------------------------------------------- |
| Parti                                                     | Parti                                                     | Candidat                                                  | Votes                                                     | %                                                         |
|                                                           | Républicain                                               | Steve Chabot (sortant)                                    | 199 560                                                   | 51,8                                                      |
|                                                           | Démocrate                                                 | Kate Shroder                                              | 172 022                                                   | 44,7                                                      |
|                                                           | Libertarien                                               | Kevin David Kahn                                          | 13 692                                                    | 3,5                                                       |
|                                                           | Write-In                                                  | Write-In                                                  | 11                                                        | 0,0                                                       |
| Total des votes                                           | Total des votes                                           | Total des votes                                           | 385 285                                                   | 100 %                                                     |
|                                                           | Les Républicains conservent                               |                                                           |                                                           |                                                           |

### 2022
| Primaire Républicaine de 2022 du 1er district congressionnel de l'Ohio | Primaire Républicaine de 2022 du 1er district congressionnel de l'Ohio | Primaire Républicaine de 2022 du 1er district congressionnel de l'Ohio | Primaire Républicaine de 2022 du 1er district congressionnel de l'Ohio | Primaire Républicaine de 2022 du 1er district congressionnel de l'Ohio |
| ---------------------------------------------------------------------- | ---------------------------------------------------------------------- | ---------------------------------------------------------------------- | ---------------------------------------------------------------------- | ---------------------------------------------------------------------- |
| Parti                                                                  | Parti                                                                  | Candidat                                                               | Votes                                                                  | %                                                                      |
|                                                                        | Républicain                                                            | Steve Chabot (sortant)                                                 | 45 450                                                                 | 100 %                                                                  |

| Primaire Démocrate de 2022 du 1er district congressionnel de l'Ohio | Primaire Démocrate de 2022 du 1er district congressionnel de l'Ohio | Primaire Démocrate de 2022 du 1er district congressionnel de l'Ohio | Primaire Démocrate de 2022 du 1er district congressionnel de l'Ohio | Primaire Démocrate de 2022 du 1er district congressionnel de l'Ohio |
| ------------------------------------------------------------------- | ------------------------------------------------------------------- | ------------------------------------------------------------------- | ------------------------------------------------------------------- | ------------------------------------------------------------------- |
| Parti                                                               | Parti                                                               | Candidat                                                            | Votes                                                               | %                                                                   |
|                                                                     | Démocrate                                                           | Greg Landsman                                                       | 28 330                                                              | 100 %                                                               |

| Élection de 2022 du 1er district congressionnel de l'Ohio | Élection de 2022 du 1er district congressionnel de l'Ohio | Élection de 2022 du 1er district congressionnel de l'Ohio | Élection de 2022 du 1er district congressionnel de l'Ohio | Élection de 2022 du 1er district congressionnel de l'Ohio |
| --------------------------------------------------------- | --------------------------------------------------------- | --------------------------------------------------------- | --------------------------------------------------------- | --------------------------------------------------------- |
| Parti                                                     | Parti                                                     | Candidat                                                  | Votes                                                     | %                                                         |
|                                                           | Démocrate                                                 | Greg Landsman                                             | 156 416                                                   | 52,8                                                      |
|                                                           | Républicain                                               | Steve Chabot (sortant)                                    | 140 058                                                   | 47,2                                                      |
| Total des votes                                           | Total des votes                                           | Total des votes                                           | 296 474                                                   | 100 %                                                     |
|                                                           | Les Démocrates prennent aux Républicains                  |                                                           |                                                           |                                                           |

### 2024
| Primaire Démocrate de 2024 du 1er district congressionnel de l'Ohio | Primaire Démocrate de 2024 du 1er district congressionnel de l'Ohio | Primaire Démocrate de 2024 du 1er district congressionnel de l'Ohio | Primaire Démocrate de 2024 du 1er district congressionnel de l'Ohio | Primaire Démocrate de 2024 du 1er district congressionnel de l'Ohio |
| ------------------------------------------------------------------- | ------------------------------------------------------------------- | ------------------------------------------------------------------- | ------------------------------------------------------------------- | ------------------------------------------------------------------- |
| Parti                                                               | Parti                                                               | Candidat                                                            | Votes                                                               | %                                                                   |
|                                                                     | Démocrate                                                           | Greg Landsman (sortant)                                             | 28 025                                                              | 100 %                                                               |

| Primaire Républicaine de 2024 du 1er district congressionnel de l'Ohio | Primaire Républicaine de 2024 du 1er district congressionnel de l'Ohio | Primaire Républicaine de 2024 du 1er district congressionnel de l'Ohio | Primaire Républicaine de 2024 du 1er district congressionnel de l'Ohio | Primaire Républicaine de 2024 du 1er district congressionnel de l'Ohio |
| ---------------------------------------------------------------------- | ---------------------------------------------------------------------- | ---------------------------------------------------------------------- | ---------------------------------------------------------------------- | ---------------------------------------------------------------------- |
| Parti                                                                  | Parti                                                                  | Candidat                                                               | Votes                                                                  | %                                                                      |
|                                                                        | Républicain                                                            | Orlando Sonza                                                          | 43 554                                                                 | 100 %                                                                  |

| Élection de 2024 du 1er district congressionnel de l'Ohio | Élection de 2024 du 1er district congressionnel de l'Ohio | Élection de 2024 du 1er district congressionnel de l'Ohio | Élection de 2024 du 1er district congressionnel de l'Ohio | Élection de 2024 du 1er district congressionnel de l'Ohio |
| --------------------------------------------------------- | --------------------------------------------------------- | --------------------------------------------------------- | --------------------------------------------------------- | --------------------------------------------------------- |
| Parti                                                     | Parti                                                     | Candidat                                                  | Votes                                                     | %                                                         |
|                                                           | Démocrate                                                 | Greg Landsman (sortant)                                   | 213 916                                                   | 54,58                                                     |
|                                                           | Républicain                                               | Orlando Sonza                                             | 177 993                                                   | 45,42                                                     |
| Total des votes                                           | Total des votes                                           | Total des votes                                           | 391 909                                                   | 100 %                                                     |
|                                                           | Les Démocrates conservent                                 |                                                           |                                                           |                                                           |